# Bitwa pod Am Zoer
Bitwa pod Am Zoer – starcie, pomiędzy wojskami Czadu a rebeliantami (z trzech organizacji UFDD, UFDD-F oraz RFC), które nastąpiło 18 czerwca 2008 roku, gdy wojska Czadu uderzyły na kolumnę rebeliantów, zmierzających w kierunku stolicy, Ndżameny.
Do bitwy doszło w pobliżu miasta Am Zoer, leżącego 70 km od Abéché. Rebelianckie siły atakowały wojska Czadu w pobliżu granicy, na kilka dni przed rozpoczęciem ofensywy.
Wedle komunikatu armii wojska odniosły zdecydowany sukces, jednakże siły rebeliantów zaprzeczały tym doniesieniom.

## Ofensywa rebeliantów
Atak rozpoczął się 11 czerwca 2008 roku. W trakcie pochodu niedaleko miasta Abéché doszło do kilku starć między rebeliantami i armią Czadu. Podczas tych starć, 12 czerwca czadyjski helikopter został strącony. W dniu 13 czerwca dwie kolumny zostały dostrzeżone w pobliżu miejsc, gdzie trwają operacje organizacji humanitarnych, pracujących w obozach dla uchodźców.
Dnia 14 czerwca, walka walki wybuchły w mieście Goz Beida. Irlandzcy żołnierze sił pokojowych UE, stacjonujący w mieście opowiedzieli ogniem na atak rebeliantów. Samo miasto zostało opanowane przez rebeliantów na krótki czas. Według pracowników humanitarnych, podczas ataku co najmniej 24 osoby odniosły rany.
15 czerwca, rebelianci zajęli miasto Am Dam, leżące około 600 km na wschód stolicy. Następnego dnia zdobyli leżące na wschód miasto Biltine.

## Bitwa
Według dowódcy czadyjskiej armii siły zbrojne Czadu odniosły zdecydowane zwycięstwo w Am Zoer, zabijając ponad 160 rebeliantów oraz zatrzymując na tydzień działania ofensywne rebelii. Wielu bojowników uciekło lub dostało się do niewoli. W walkach zginęło trzech żołnierzy. Jednocześnie siły rządowe odzyskały około 40 pojazdów wojskowych wykorzystywaniach przez rebeliantów.
Rzecznik prasowy rebeliantów, poinformował, iż rebelianci podczas walk o Am Zoer stracili tylko 27 bojowników.